# Liolaemus maldonadae
Liolaemus maldonadae este o specie de șopârle din genul Liolaemus, familia Tropiduridae, descrisă de Núñez 1991. Conform Catalogue of Life specia Liolaemus maldonadae nu are subspecii cunoscute.